# Cassio Felice
Cassio Felice (in latino Cassius Felix; fl. 447) è stato un medico e autore di testi medici romano, forse di religione cristiana.

## Biografia
Felice visse a Cirta, in Numidia, e nel 447 compose il suo De Medicina (titolo completo: De Medicina ex Graecis Logicae Sectae Auctoribus Liber Translatus, «Libro di medicina, tradotto dagli autori greci della setta dei logici»); si tratta di una compilazione di opere di medici (per lo più greci, con l'eccezione di Vindiciano, vissuto nel IV secolo, maestro di Teodoro Prisciano) della scuola Dogmatica. La fonte principale è Galeno, sebbene sia citato anche Ippocrate (forse attraverso Galeno stesso); altri autori sono Magno e Filagrio Epirota, medici greci del III-IV secolo.
Il testo fu molto usato da autori posteriori, in particolare da Isidoro di Siviglia, e deve parte della sua fortuna alla pratica di presentare i termini medici greci accanto alle loro traduzioni latine.